# Kultura rušení
Kultura rušení (anglicky cancel culture nebo call-out culture) je označení pro moderní formu ostrakismu, která vytlačuje jedince ze sociálních nebo profesionálních kruhů, buď v online prostředí na sociální sítích, nebo v reálném prostředí, nebo v obojím.

## Charakteristika
Jedinci, kteří jsou vystaveni této formě ostrakismu, mají být takzvaně „zrušeni“ (anglicky: canceled). Výraz je obvykle používán při popisu debat, v nichž je veřejná osoba nebo společnost vyzvána k odstoupení nebo se objeví výzva za ukončení její podpory, poté, co udělala něco, co je považováno za urážlivé či závažné.
Výraz „cancel culture“ má negativní konotace a většinou je používán v souvislosti debat na témata svobody slova a cenzury. Pojem je variantou termínu call-out culture, který prakticky označuje „kulturní bojkot“ se snahou odepřít někomu pozornost. Kultura rušení se běžně projevuje např. nahlašováním příspěvků administrátorům na sociálních sítích, které obsahují kontroverzní nebo nepopulární názory. Závažnějšími projevy může být například bojkot výroku celebrity, který je shledán jako kontroverzní nebo urážlivý – a ona je za to následně potrestána neboli „zrušena“ (cancel) ignorováním její osoby, vyřazením z participace na kulturních akcích nebo stažením jejího produktu z prodeje. Mezi kontroverzní témata obvykle patří rasismus, homofobie, transfobie a další kulturní témata.

## Reakce
Na začátku července 2020 zveřejnil magazín Harper's otevřený dopis podepsaný mnoha veřejně známými osobnostmi, mezi kterými je např. Anne Applebaumová, Noam Chomsky, Joanne Rowlingová, Salman Rushdie a další osobnosti intelektuální elity, jako jsou novináři, historici a akademici. Dopisem vyzvali k otevřené diskuzi a vyhranili se proti cancel culture a online zostuzování tvrzením, že debata ve veřejném prostoru by měla být svobodná a tolerantní. Podpis spisovatelky Rowlingové vyvolal kontroverzi. Spisovatelka Jennifer Boylan svůj podpis po zveřejnění dopisu stáhla s odůvodněním, že nevěděla v „jaké společnosti se nachází“. Reagovala tím na řadu výroků Rowlingové, včetně tvrzení, že „menstruují pouze ženy“, za něž byla některými osočena z necitlivosti vůči transgender lidem. Rowlingová po kritice svých výroků publikovala obsáhlé vysvětlení svých postojů; mimo jiné se svěřila, že v mládí čelila sexuálnímu a domácímu násilí. Nicméně její esej vyvolala další kritiku, která vyústila např. v rozhodnutí přejmenovat ve Spojených státech sport famfrpál, který vznikl podle vzoru kouzelnického sportu v knihách o Harrym Potterovi. Jako důvod pro své rozhodnutí uvedla sportovní asociace Major League Quidditch mimo jiné snahu distancovat se od názorů J. K. Rowlingové. Rowlingová čelí i pokusům o vymazání svého jména z vlastního díla. Např. zatímco její jméno bylo uvedeno v trailerech na první dva filmy Fantastická zvířata, které byly natočeny podle jejích knih, třetí film již jméno Rowlingové neuvádí. Někteří fanoušci série o Harrym Potterovi předstírají, že skutečným tvůrcem Harryho Pottera není Rowlingová, ale Daniel Radcliffe, jeho filmový představitel.
Proti fenoménu cancel culture se vyhradil i Rowan Atkinson, když mediálnímu webu Insider sdělil: „Problém, který máme online, je, že o tom, co chceme vidět, rozhoduje algoritmus, který nakonec vytváří zjednodušující, binární pohled na společnost…” V tomto smyslu se vyslovila také Helena Bonham Carter, která slovy: „Stalo se to docela hysterií a je tu jakýsi hon na čarodějnice a nedostatek porozumění”, bránila Johnyho Deppa.

## Kritika
Podle některých kritiků je obvinění z „cancel culture“ jen snahou, jak se zbavit odpovědnosti za vlastní činy.